# Savezničko bombardiranje Splita
Savezničko bombardiranje Splita
Savezničko bombardiranje Splita bilo je niz zračnih napada na grad Split koje su nad Nezavisnom Državom Hrvatskom provodile Savezničke sile tijekom Drugog svjetskog rata. Prema podatcima iz Središnjice opreza, od 1. siječnja do 30. lipnja 1944. godine nad Splitom i bližom okolicom bilo je 1890 naleta, 640 uzbuna i 21 bombardiranje, pri čemu je smrtno stradalo između 450 i 500 osoba.
Među najtežim napadima bio je onaj 3. lipnja 1944. godine, kada je prema raznim izvorima na Split bačeno između 600 i 1000 bombi, a na Omiš oko 500 njih. Prema nekim izvorima, bombe su pale na čitav grad Split, a broj smrtno stradalih sezao je od 200 do 300 osoba s otprilike istim brojem ranjenih. Izvori o šteti navode stotine oštećenih kuća (uklj. Dioklecijanovu palaču i crkvu Sv. Ante na Matejuški) te uništenu vodovodnu i električnu infrastrukturu.

## Pozadina
Tijekom 1930-ih, pod vodstvom Hrvatske seljačke stranke, Split se gospodarski oporavio od posljedica Prvog svjetskog rata, posebno zahvaljujući gradonačelniku Ivi Tartagliji koji je uspio završiti izgradnju Ličke pruge. Unatoč vrlo nasilnoj talijanizaciji, Split se preko kulturnoumjetničkih društava, crkvenih zborova, športskih sokolskih i studentskih društava kulturno razvijao. Uoči rata, Split je postao dijelom kratkotrajne Banovine Hrvatske, u kojoj je bio sjedište Primorske banovine i imao upravu banske vlasti.
Munjevitim Travanjskim ratom, Sile Osovine uspostavljaju vlast na području dotadašnje Kraljevine Jugoslavije, a nakon potpisivanja Rimskih ugovora, određen je broj Splićana pribjegao hrvatskim partizanskim postrojbama, kojima je glavni cilj bila borba protiv talijanskih posezanja u Dalmaciji. Povodom dolaska Talijana u Split i uspostave NDH, neki istaknuti čelnici HSS-a napustili su Split.
Predajom Italije i završetkom petnaestodnevne partizanske uprave, Split su potkraj rujna 1943. zauzele njemačke jedinice i pripojile teritoriju Nezavisne Države Hrvatske. Samo dva dana nakon talijanske predaje, poglavar Ante Pavelić objavio je pripojenje krajeva predanih Rimskim ugovorima novouspostavljenoj NDH. Dolaskom Nijemaca, dio se stanovništva povukao s partizanima u splitsko zaleđe, pri čemu su neki zbjegom preko Visa otplovili u El Shatt.

## Bombardiranje 3. lipnja 1944.
Prema navodima ravnatelja splitskog Vojnopomorskog muzeja Kažimira Pribilovića, ovo bombardiranje povezano je s desantom na Drvar (25. svibnja – 6. lipnja 1944.), kada su njemačke snage pokušale zarobiti Tita. Da bi se olakšala situacija u Drvaru, Zajednički štab partizana i saveznika donosi odluku da se 1. lipnja izvrši desant na Brač u kojoj će sudjelovati 26. dalmatinskom divizijom, jednom američka planinska satnija i engleski komandosi. Da bi se smanjila opasnost od napada njemačkih snaga na Brač, čime bi se ugrozile partizanske, američke i britanske snage, poslan je zahtjev prema Savezničkom štabu za Sredozemlje u Napulju da se bombardira splitska luka, jer se vjerovalo da bi napad išao iz tog smjera. Split je bio dobro pokriven protuzrakoplovnim topovima te je s izuzetkom Rijeke bio najbolje branjen grad na istočnom Jadranu pod njemačkom okupacijom. Obrana grada je raspolagala s topovima od 88 te 20 milimetara. Zbog opasnosti da budu srušeni, teški američki bombarderi su bili prisiljeni ispuštati bombe s visine od čak 8.000 metara, što je značajno smanjilo njihovu preciznost i povećalo kolateralne žrtve.[nedostaje izvor]
Bombardiranje je započelo u subotnje jutro, svega nekoliko sekundi nakon proglašenja uzbune. Prema zapisima esejista Frane Barasa, koji je kao dijete preživio bombardiranje, toga je dana na gradskoj tržnici organiziran veliki poljoprivredni sajam, a kod katedrale su trajale razne rasprodaje, zbog čega je već u prvom naletu bombardiranja poginulo gotovo stotinu ljudi samo na sajmu.
Na Split je toga dana palo više od 600 bombi na pravcu od Gradske luke, Firula, Pojišana i Poljičke ceste sve do Meja i visova Marjana. Većina ulica u povijesnoj jezgri bila je razorena. U napadu je stradalo 227 Splićana i šest njemačkih vojnika, a zbog vrlo male preciznosti niti jedna zgrada vojne namjene nije bila pogođena. Tako je tvrđava Gripe, koja prevladava nad gradom i vrlo je uočljiva iz zraka, ostala netaknutom, kao i Hotel Ambasador te zgrada Jadranske Banke na rivi, u kojima su se nalazili njemački vojni stožeri.
U državnu je bolnicu primljeno 78 teže i 140 lakše ranjenih, a pet je osoba umrlo. Zbog toga što je u drugom napadu oštećena i bolnica, uspostavljena je prihvatna postaja u Osnovnoj školi "Manuš", gdje se odvijala i identifikacija stradalih. Potpuno srušenih kuća bilo je 121, teže oštećenih 217 te 210 lakše oštećenih. Katedrala i zvonik sv. Duje ostali su neoštećeni; tri bombe povezane obručem mimoišle su ih za nekoliko metara i srušile dvije susjedne zgrade na Peristilu.
Od 10:10 do 14:49 sati izvršena su četiri bombardiranja. Prvi je nalet imao dva vala u razmaku od 23 minute. U oba je napalo po 12 zrakoplova Bristol Blenheim u pratnji 6 lovaca. Drugi nalet počeo je u 13:02 sati, također u dva vala u razmaku od 21 minute. U njemu je sudjelovalo 60 Liberatora. Dvije skupine od 21 aviona letjele su prema Splitu, a ostatak formacije odletio je istočno u pravcu Omiša. Taktika napada u prvom naletu bila je ravno, a u drugom tepih-bombardiranje. S visine od preko 2500 metara bacane su najprije manje rasprskavajuće bombe za žive mete (50 do 100 kg), a zatim teške prodorne bombe (200 do 400 kg). Zbog razornosti bombardiranja, Frano Baras nazvao je taj dan, 3. lipnja 1944., „splitskom crnom subotom”. Napadi su prekinuti kada su se savezničke i partizanske postrojbe uspješno povukle na Vis 3. i 4. lipnja.
Nakon bombardiranja, članovi Narodne zaštite poslani su na teren kako bi pružili prvu pomoć, odnosili ranjene i mrtve te otkopavali zatrpane pod ruševinama, prilikom čega su petorica pripadnika NZ-a poginula. Postrojbe Domobranstva pomagale su raskrčiti ulice, dok su njemačke postrojbe odvozile stradale i uništavale neeksplodirane bombe. Na otkopavanju zatrpanih bilo je angažirano 200 do 800 civila. Oni zatrpani u kućnim skloništima uglavnom su otkopani istog dana, dok su preostali poginuli bili otkapani sve do 8. lipnja. Nastali požari teško su se gasili zbog nedostatka goriva i vode među vatrogascima. Posebne skupine zaštitara, domobrana, mornara, oružnika i redarstvenika vršile su noćni nadzor.

## Odjeci
Neposredno poslije bombardiranja, splitski arhitekt i slikar ing. Niko Armanda, obilazio je i skicirao ruševine. Crteži ruševina danas se čuvaju u Muzeju grada Splita. Uz Armandu, nekoliko amaterskih fotografa ovjekovječilo je prizore stradanja. Istoga popodneva nakon bombardiranja, veliki broj građana napustio je Split bježeći na Marjan i u Splitsko polje. 
Dan nakon velikog razaranja 4. lipnja, splitski biskup dr. Kvirin Klement Bonefačić preko apostolskog nuncija u Beču dojavio je papi Piju XII. da su njemački i ustaški vojnici napustili grad te ga zamolio neka se zauzme da bi se Split proglasio otvorenim gradom. Dnevnik Novo Doba prenio je vijest Radio Londona u kojoj je stajalo: Glavni stan savezničkih zračnih snaga u Italiji izvješćuje da su engleski lovački zrakoplovi i teški američki bombarderi napali koncentracije trupa te lučka i željeznička postrojenja u Splitu i okolici (...) Napad je izvršen na zahtjev maršala Tita. Titovo sudjelovanje u inicijaciji napada nikada nije dokazano. Dnevnik je zatim objavio popis poginulih uz reportažu o razrušenom Splitu Ivana Katušića. Bivši splitski gradonačelnik Josip Smodlaka dao je izjave za više švicarskih novina.
U glasilu Narodnooslobodilačkog Odbora Splita "Glas Splita" pisalo je: Savezničko bombardiranje Splita imalo je velike koristi za našu oslobodilačku borbu. Okupatorske bande zahvatila je divlja panika, tako da su navrat nanos bježali iz grada. Stvorena je strahovita zbrka u čitavom vojnom i administrativnom aparatu ustaške vlasti u gradu. (...) U jednom trenutku krahirao je sav napor ustaša da u gradu stvore prilike koje bi im konvenirale za nesmetano vršenje njihove protunarodne politike.
Poslije rata, za cijelo vrijeme postojanja socijalističke Jugoslavije sve do 1990. godine, pisanje ili govorenje o savezničkim razaranjima Splita i ostalih dalmatinskih gradova bila su nepoželjna tema.

## Poveznice
- Savezničko bombardiranje Zadra

## Vanjske poveznice
- Ratna kronika Splita 1944.